# Medal Zasługi Wojskowej (Portugalia)
Medal Zasługi Wojskowej (por. Medalha de mérito militar)  – medal wojskowy, siódme w kolejności portugalskie odznaczenie państwowe.
Ustanowiony 28 maja 1946. Nadawany żołnierzom jako nagroda za wyjątkowe kwalifikacje i dzielność.
Dzieli się na pięć klas:
- Krzyż Wielki (Grã-Cruz)
- I klasa (1ª classe)
- II klasa (2ª classe)
- III klasa (3ª classe)
- IV klasa (4ª classe)